# Wzmocnienie pozytywne
Wzmocnienie pozytywne - każdy efekt będący wynikiem reakcji (zachowania) organizmu, który powoduje że dana reakcja (zachowanie) będzie występować w przyszłości częściej niż do tej pory.
Wzmocnienie pozytywne nie jest synonimem nagrody; nagroda bywa wzmocnieniem pozytywnym.
Wzmocnienie pozytywne jest jednym z głównych pojęć na jakich opiera się eksperymentalna analiza zachowania. Składa się też na terminologię szerszego paradygmatu badawczego jakim jest behawioryzm. Stanowi konsekwencję poprzedniego zachowania, które zachęca do jego powtarzania. Jest ono definiowane jako bodźce, które zwiększają prawdopodobieństwo poprzedzającej je reakcji.